# Sandvikens pastorat
Sandvikens pastorat är ett pastorat i Gästriklands kontrakt i Uppsala stift.
Det bildades 2014 av pastoraten för Sandvikens församling och Årsunda-Österfärnebo församling och omfattar de två församlingarna.
Pastoratskod är 011115